# Брат Вернер
Брат Вернер (нем. Bruder Werhner) — немецкий миннезингер XIII века, живший, приблизительно, в 1225—1250 гг.

## Биография
Происхождение и о ранних годах Брата Вернера неизвестно.
В молодости пошёл путешествовать в качестве странствующего певца.
В творчестве Вернера заметно влияние Вальтера фон дер Фогельвейде, возможно, даже, что Брат был его учеником.
Известны даты о 1225—1250 гг. из его жизни. Вероятно, что эти года были временем творчества Брата Вернера.
Есть версия, что Брат Вернер участвовал в Крестовом Походе.
Значение прозвища «брат» неизвестно, поскольку, скорее всего, что Вернер не был членом какого-нибудь ордена.
Миннезингер умер, возможно, в бедности.
Есть предположение, что Брат Вернер отказался от скитаний в професси музыканта и ушёл служить в монастырь.

## Творчество
В творчестве заметно влияние Фогельвейде.
Однако, в отличие от последнего, Вернер весьма ценил государство, дворянство. Поддерживал восстание против Фридриха II, говорил про бездельность папы Григория.
Призывал всех служить в Крестовых походах. Версия о том, что сам Брат служил в Пятом Крестовом Походе ещё не очень подтверждена.
Известно, что Вернер сочинил 76 строф и одну религиозную песню, в которых замечается влияние Вальтера.